# Emily Sonnett
Emily Sonnett és una futbolista internacional pels Estats Units que actualment juga als Portland Thorns, a la NWSL.

## Trajectòria
| Temporades  | Lliga             | Club               | P  | G  | Actualitzat |
| ----------- | ----------------- | ------------------ | -- | -- | ----------- |
| 2012 - 2015 | D3                | Virginia Cavaliers |    |    |             |
| 2016 - act. | D1                | Portland Thorns    | 16 | 01 | 29/11/2016  |
|             |                   |                    |    |    |             |
| 2011 - 2012 | Selecció sub-18   | Selecció sub-18    |    |    |             |
| 2015 - act. | Selecció absoluta | Selecció absoluta  | 12 | 0  | 19/10/2016  |